# اچ‌ام‌اس روولوسیونر (۱۷۹۴)
اچ‌ام‌اس روولوسیونر (۱۷۹۴) (به انگلیسی: HMS Révolutionnaire (1794)) یک کشتی است. این کشتی در سال ۱۷۹۴ ساخته شد.